# La Garita Caldera
La Garita Caldera er en supervulkan i Colorado, USA. Man mener at vulkanen eksploderede for 27,8 millioner år siden.[kilde mangler] Den dækkede ca et landområde på 5.000 km3 med aske.
37°45′23″N 106°56′03″V / 37.7564°N 106.9342°V